# Synagoge (Valkininkai)

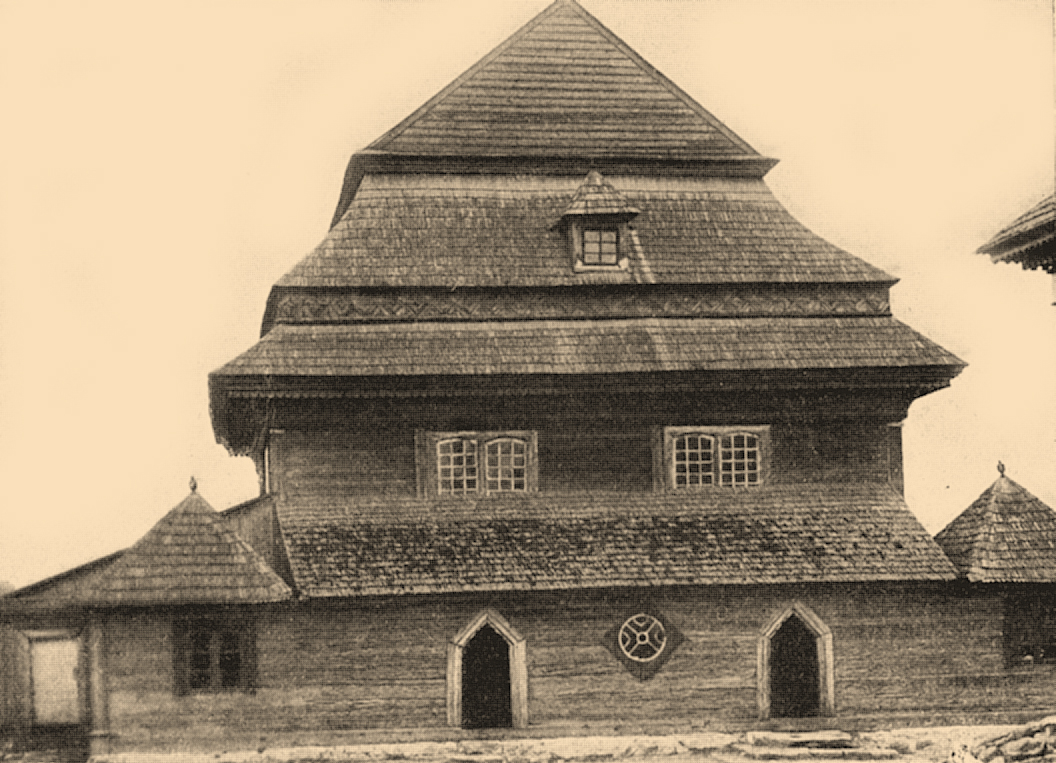
Die Synagoge vor 1906

Die hölzerne Synagoge in Valkininkai, einem Ort in Litauen, wurde im 18. Jahrhundert erbaut und im Juni 1941 wenige Tage nach dem Einmarsch der deutschen Truppen zerstört.

## Architektur
Die Haupthalle (der Männergebetsraum) wurde durch eine Vorhalle im Westen betreten. Links und rechts davon waren zwei niedrige Eckpavillons. Entlang der Nordseite war der (ebenfalls niedrigere) Gebetsraum der Frauen angebaut; Dieser Teil war breiter als der davorstehende Eckpavillon und ragte daher seitlich in ganzer Länge über diesen hinaus. Diese Asymmetrie des Gesamtbauwerks war wahrscheinlich durch das Gelände (abfallendes Terrain) bedingt. Die Wände waren aus horizontalen Balken auf einem steinernen Sockel.
Der Zugang zum Vestibül war durch zwei symmetrisch angebrachte Türen mit dreieckigem Segmentgiebel auf der Westseite und von dort durch eine mittige Tür zur Haupthalle. Nach rechts und links befand sich je eine weitere Tür zu den Eckpavillons. Die Tür zu dem Frauenbereich war rechteckig und seitlich, neben dem Eckpavillon, an der über diesen hinausreichenden Wand, gelegen.
Das Gebäude verfügte auf allen Seiten über je zwei hochgelegene rechteckige, paarweise angeordnete Fenster. Die Frauenräume und die Eckpavillons hatten kleinere quadratische Fenster. Zwischen den Außentüren zur Vorhalle war ein kleines rundes Fenster und im Dach befand sich nach Westen und Osten je ein quadratisches Mansardenfenster.
Das Dach war dreistufig konzipiert; die unteren zwei Stufen waren Mansardendächer, diese wurden von oben durch ein Giebeldach abgeschlossen.

## Innenausgestaltung
Die Haupthalle war fünf Stufen tiefergelegt als die sie umgebenen Räume. Sie war mit 11,60 × 10,50 m nahezu quadratisch. Die Wandhöhe betrug 7,30 m und bis zum obersten Punkt der Gewölbekuppel 11,50 m.
Vier rechteckige hölzerne Pfeiler stützten das Dachgewölbe und teilten den Raum in neun nahezu gleich große Felder auf. Zwischen diesen Säulen stand, nach Westen zum Eingang hin verschoben, die Bima.
Die Bima selbst war achteckig und hatte die Form einer kleinen Laube oder Kapelle mit einem nach oben offenen Baldachin, der in die Gewölbekuppel hineinragte. Auf der Spitze stand die Figur eines Adlers mit gespreizten Flügeln und nach oben gerecktem Kopf.
Der Toraschrein im Stil des Rokoko ragte deutlich aus der Ostwand heraus. Er bestand aus mehreren Ebenen, wobei der Aufbau in das Gewölbe hineinragte. Über dem unteren Teil, der die Torarollen beherbergte, waren in der zweiten Ebene die Gesetzestafeln angebracht. Diese wurden von Schnitzereien (unter anderem Schnitzereien mit den Motiven Vögel und Löwen) umrahmt. Nach oben abgeschlossen wurde die Konstruktion von der Figur eines Doppeladlers.
Sowohl die Bima als auch der Toraschrein waren von hohem künstlerischen Wert und handwerklicher Fertigung. Der Stil von Birma und Toraschrein unterschied sich aber, sodass angenommen werden kann, dass sie von unterschiedlichen Künstlern und Handwerkern hergestellt wurden.